# 브라질구아바
브라질구아바(영어: Brazil guava 브라질 구아버[*], 학명: Psidium cattleianum 프시디움 카틀레이아눔[*])는 도금양과의 나무이다.

## 분포
아메리카, 아프리카, 오세아니아, 태평양에 분포한다. 남아메리카(브라질, 우루과이)가 원산지이다.

## 쓰임새
열매는 구아바의 일종으로, 식용한다.

## 사진 갤러리

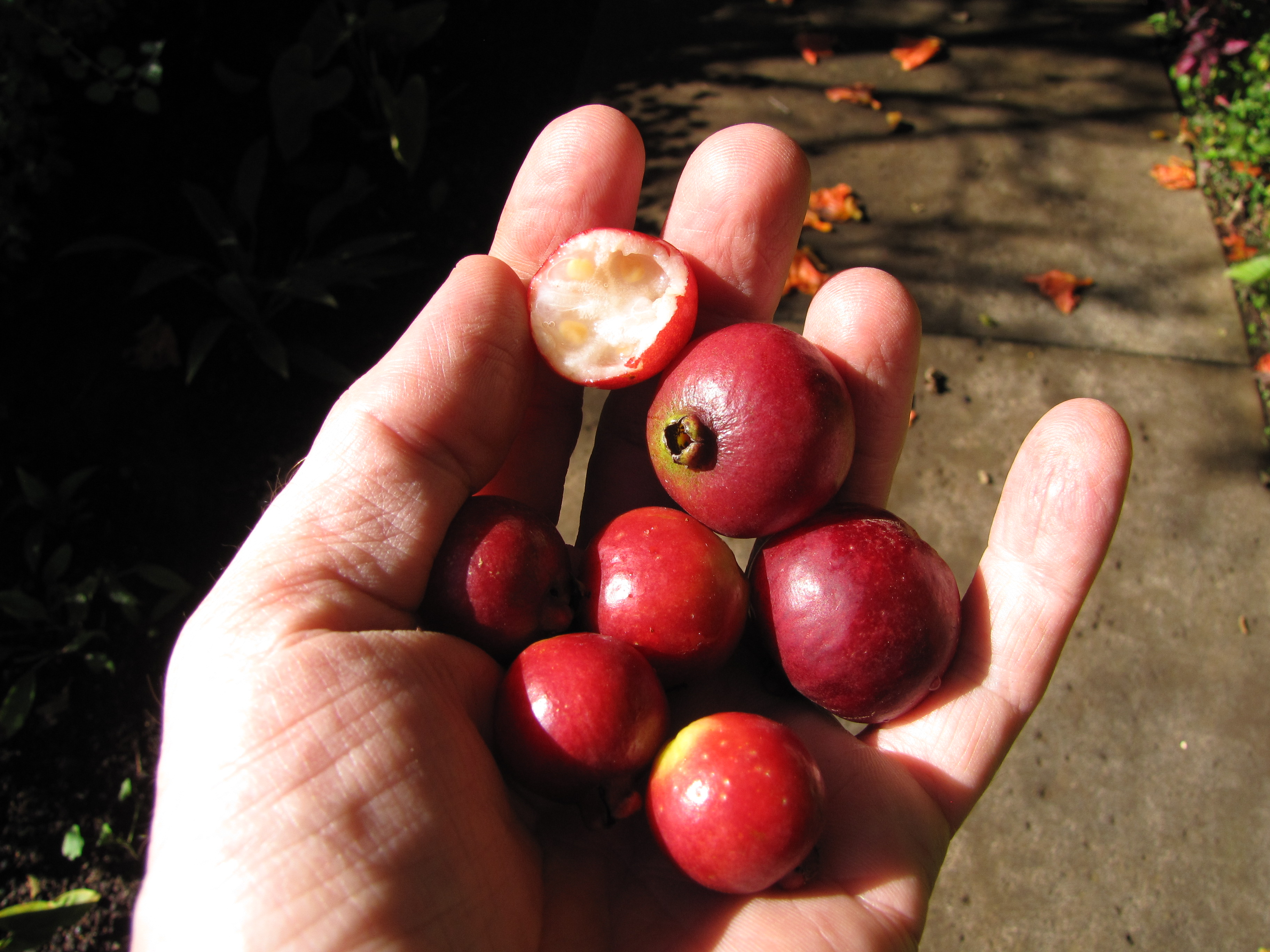
열매
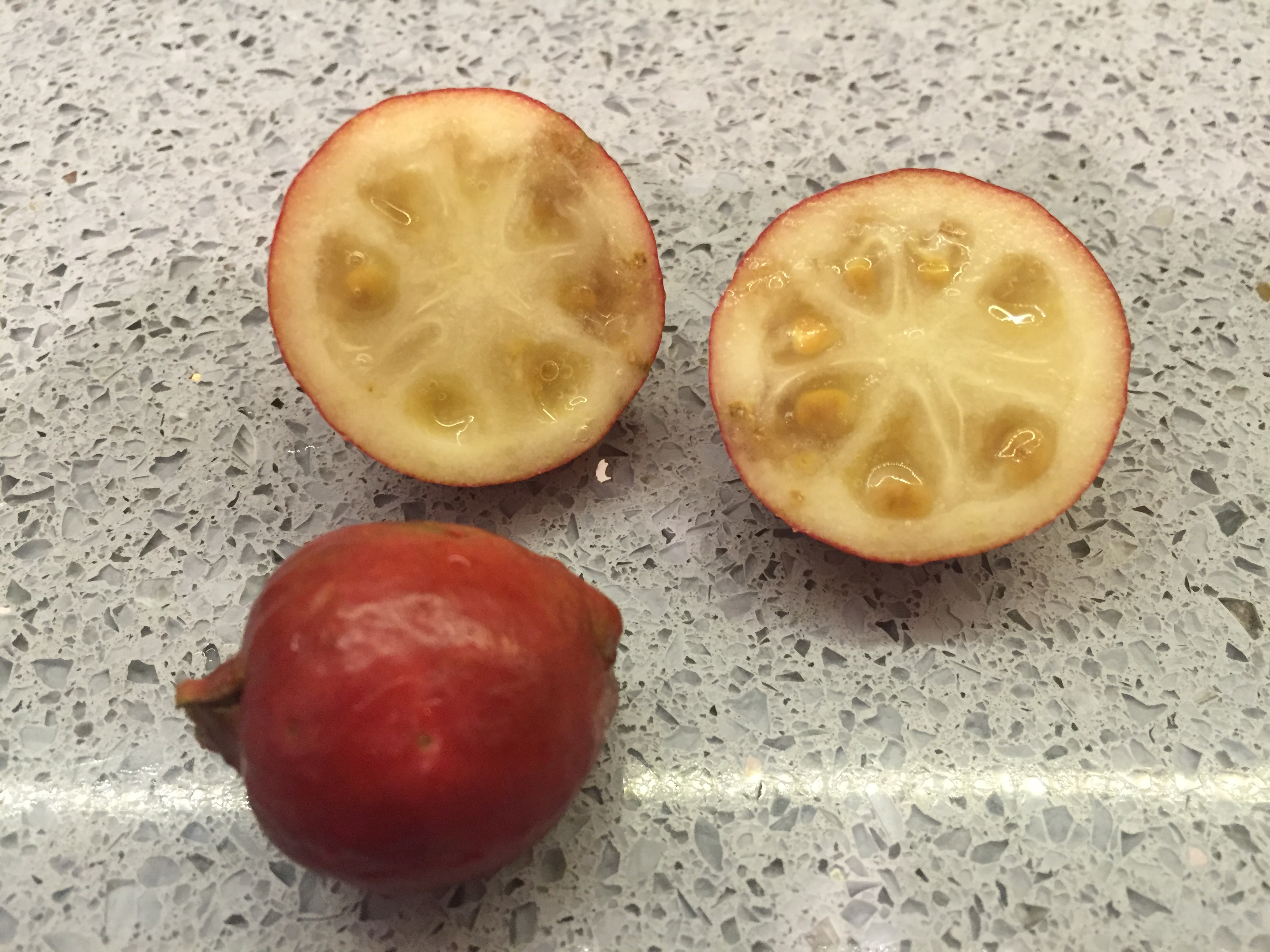
열매 단면

## 같이 보기
- 구아바
- 기니아구아바